# Enrique Larraín Alcalde
Jovino Enrique Larraín Alcalde (Santiago, 22 de junio de 1861-Santiago, 1938) fue un abogado y político chileno, militante del Partido Conservador.

## Biografía
Hijo de José Patricio Larraín Gandarillas y Carolina Alcalde Velasco. Contrajo matrimonio con Victoria Morandé Vicuña en 1886, con quien tuvo siete hijos: Enrique, Osvaldo, Eugenio, Adriana, María Victoria, Clemencia y Augusto.
Realizó sus estudios en el Colegio de los Sagrados Corazones de Santiago (1871-1878) y en la Universidad de Chile, donde se graduó como abogado en 1883. Se desempeñó como abogado, diplomático y también en actividades agrícolas, en el fundo Santa Emiliana de propiedad de su padre.
Fue socio del Club de La Unión y socio honorario del Círculo Naval.

## Vida pública
Fue miembro del Partido Conservador, en donde integró el directorio nacional en 1890. La Junta de Gobierno de Iquique lo nombró delegado de la Tesorería General en Antofagasta en 1891. La misma junta le concedió también el grado de teniente coronel y lo agregó al Cuartel General en abril de 1891. El 17 de octubre de 1891 se le concedió separación absoluta del Ejército.
Fue diputado en tres periodos: entre 1888 y 1891 por Lontué; entre 1891 y 1894, por Santiago, formando parte de la comisión permanente de Educación y Beneficencia; y entre 1903 y 1906 por La Victoria y Melipilla.
Fue intendente de Valparaíso en agosto de 1906. En 1913 asumió como ministro plenipotenciario de Chile en España, cargo que desempeñó hasta el año siguiente. En el país ibérico fue también delegado del Gobierno de Chile al Congreso Histórico y Geográfico de Sevilla, realizado en 1914. Siguió una carrera diplomática en Turquía, en calidad de jefe de sección técnica de intercambio con la población griega y turca, en Constantinopla, entre 1928 y 1931.
Ocupó puestos en varias empresas. Fue presidente de la Sociedad Mineral Domeyko en 1921; director de la Compañía Arauco en 1921; director de la Sociedad Estañífera Totoral entre 1921 y 1923; vicepresidente de la Compañía Chilena Carbonífera de Arauco en 1923; y delegado extraordinario para activar los trabajos de reconstrucción y reparación de Copiapó debido al terremoto de 1922.

## Reconocimientos
Obtuvo varias distinciones, entre las que se mencionan: Gran Cruz de la Orden de Isabel la Católica; Comendador de la Orden de Francisco José; Comendador de la Orden de Nuestra Señora de la Concepción de Villaviciosa; Oficial de la Legión de Honor y la Gran Placa de la Cruz Roja Española.